# WK-League 2013
Die WK-League 2013 war die fünfte Spielzeit der südkoreanischen Fußballliga der Frauen unter diesem Namen. Die reguläre Saison begann am 18. März 2013 und endete am 14. Oktober 2013 mit dem Finale. Titelverteidiger war Goyang Daekyo Noonnoppi WFC. Den diesjährigen Titel gewann zum ersten Mal Incheon Hyundai Steel Red Angels. Für das Halbfinale des Meisterschaftsturnieres qualifizierten sich Goyang Daekyo Noonnoppi WFC und Seoul WFC. Nach Ende der Saison zog Goyang Daekyo WFC nach Icheon und nannte sich in Icheon Daekyo WFC um.

## Veränderungen zur Vorsaison
- Jeonbuk KSPO WFC  zog nach Hwacheon und nannte sich in Hwacheon KSPO WFC um
- Seoul Amazones nannte sich in Seoul WFC um
- Chungbuk Sportstoto zog nach Daejeon und nannte sich in Daejeon Sportstoto um
- Chungnam Ilhwa Chunma WFC löste sich auf

## Teilnehmer und ihre Spielorte
Während dieser Saison wurde in diesen Stadien die Spiele ausgetragen.
| Stadt    | Heimstadion      | Kapazität |
| -------- | ---------------- | --------- |
| Boeun    | Boeun-Stadion    | 6.000     |
| Hwacheon | Hwacheon-Stadion | 20.305    |
| Goyang   | Goyang-Stadion   | 41.311    |

## Tabelle
| Pl. | Verein                           | Sp. | S  | U | N  | Tore    | Diff. | Punkte |
| --- | -------------------------------- | --- | -- | - | -- | ------- | ----- | ------ |
| 1.  | Incheon Hyundai Steel Red Angels | 24  | 15 | 5 | 4  | 044:150 | +29   | 50     |
| 2.  | Seoul WFC                        | 24  | 11 | 7 | 6  | 034:260 | +8    | 40     |
| 3.  | Goyang Daekyo Noonnoppi WFC (M)  | 24  | 10 | 9 | 5  | 031:200 | +11   | 39     |
| 4.  | Hwacheon KSPO WFC                | 24  | 8  | 6 | 10 | 028:380 | −10   | 30     |
| 5.  | Daejeon Sportstoto               | 24  | 7  | 8 | 9  | 027:340 | −7    | 29     |
| 6.  | Suwon FMC WFC                    | 24  | 7  | 6 | 11 | 028:380 | −10   | 27     |
| 7.  | Busan Sangmu WFC                 | 24  | 2  | 7 | 15 | 022:430 | −21   | 13     |

| (M) | Amtierender Meister: Goyang Daekyo Noonnoppi WFC |

## Meisterschaftsturnier
Im Meisterschaftsturnier spielten im Halbfinale der Zweitplatzierte gegen den Drittplatzierten. Der Gewinner dieses Spieles qualifizierte sich für das Finale des Meisterschaftsturnieres. Das Finale wurde mit Hin- und Rückspiel ausgetragen. Der Gewinner der beiden Spiele wurde WK-League 2013 Meister. Die Auswärtstorregelung galt hier nicht. 
Halbfinale
|           | Ergebnis |                             |
| --------- | -------- | --------------------------- |
| Seoul WFC | 3:2      | Goyang Daekyo Noonnoppi WFC |

Finale
|                                  | Gesamt |           | Hinspiel | Rückspiel |
| -------------------------------- | ------ | --------- | -------- | --------- |
| Incheon Hyundai Steel Red Angels | 4:2    | Seoul WFC | 1:1      | 3:1       |